# Grzegorz Szulakowski
Grzegorz Paweł Szulakowski (ur. 30 grudnia 1986 w Namysłowie) – polski zawodnik mieszanych sztuk walki (MMA), były mistrz TFL w wadze lekkiej, walczył także dla PLMMA, FEN, KSW i Prime Show MMA. Obecnie związany z MMA Attack.

## Kariera MMA

### Debiut i rozkwit kariery
Zawodowo zadebiutował 15 maja 2010 na gali VIP MMA Night 2 w Opolu, gdzie zwyciężył przez poddanie w pierwszej rundzie z Krystianem Bartczakiem.
Drugi pojedynek stoczył na gali Stand Up War 3 w Finlandii, w starciu z tamtejszym krajanem, Teemem Packalénem. Walkę zwyciężył Fin w pierwszej rundzie, gdyż Szuli nie był zdolny wyjść do drugiej rundy.
W trzecim pojedynku podczas gali PLMMA 20: Extra poddał Marcina Ochtabińskiego duszeniem zza pleców w pierwszej odsłonie walki.
16 listopada 2013 wystąpił w walce wieczoru gali Fight Exclusive Night, odbywającej się we Wrocławiu. Pokonał tam Patryka Grudniewskiego, ponownie zwyciężając duszeniem zza pleców, tym razem w drugiej rundzie.
Kolejne dwa pojedynki zwyciężył na galach federacji Thunderstrike Fight League (TFL: 4,6) m.in. z Tomaszem Nebelingiem oraz Łukaszem Bieńkiem. Szulakowski po wygraniu z Bieńkiem zdobył mistrzowski pas organizacji TFL w wadze lekkiej.

### KSW
23 maja 2015 zadebiutował w najlepszej polskiej federacji, Konfrontacji Sztuk Walki. Podczas KSW 31 stoczył rewanżowym pojedynek z Patrykiem Grudniewskim, pokonując rywala w ten sam sposób co poprzednio.
Podczas gali KSW 36: Trzy Korony w Zielonej Górze pokonał jednogłośnie na punkty Bartłomieja Kurczewskiego.
Trzeci pojedynek dla polskiego giganta stoczył na gali KSW 38: Live in Studio, gdzie zwyciężył przez TKO (łokcie z krucyfiksu w parterze) w trzeciej rundzie nad byłym pretendentem do pasa mistrzowskiego tej organizacji, Brazylijczykiem – Renato Gomesem Gabrielem.
23 grudnia 2018 na KSW 41 w Katowicach poddał w pierwszej rundzie bolesną skrętówką byłego mistrza PLMMA w wadze półśredniej, Kamila Szymuszowskiego.
3 marca 2018 podczas gali KSW 42 w Łodzi stoczył przegrany pojedynek z mistrzem Mateuszem Gamrotem, którego stawką był pas międzynarodowego mistrza KSW w wadze lekkiej.
Dwa kolejne pojedynki przegrał. Podczas gali KSW 46 został jednogłośnie rozpracowany na pełnym dystansie przez byłego mistrza PLMMA w wadze lekkiej, Mariana Ziółkowskiego. Następnie w grudniu na KSW 52 został znokautowany obrotowym backfistem przez niepokonanego ps. Cichego Zabójcę, Szamila Musajewa.
W sierpniu 2021 w wywiadzie z MMA-bądź na bieżąco ogłosił, że oficjalnie rozstał się z KSW.

### Prime Show MMA i MMA Attack
9 lipca 2022 zadebiutował dla federacji typu freak show fight – Prime Show MMA. Podczas gali Prime 2: Kosmos zawalczył z byłym tymczasowym mistrzem KSW w wadze lekkiej oraz zawodnikiem z przeszłością w UFC, Normanem Parke. Walka zakończyła się jednogłośną decyzją na korzyść zawodnika z Irlandii Północnej.
Po niespełna roku później stoczył drugą walkę dla tej federacji. Na gali Prime 5: Don Kasjo vs. Zadora zmierzył się z Pawłem Trybałą. Wygrał przez TKO w drugiej rundzie, rozbijając rywala ciosami w parterze z pozycji tzw. krucyfiksu.
Kolejną walkę stoczy na gali MMA Attack 6, która odbędzie się 27 września 2025 w opolskiej Stegu Arenie.

## Promotor sportowy i walki w innych formułach
8 stycznia 2022 poinformował, że otworzył nowo powstałą organizację MMA – „Solo Combat Federation”. Pierwsza gala SCF odbyła się 11 marca tego samego roku w Kępnie i była transmitowana w systemie pay-per-view. 24 lutego 2023 podczas czwartej, numerowanej gali organizowanej przez federację Solo Combat Federation zmierzył się w walce na zasadach grapplingu. Jego przeciwnikiem był Artur Sowiński. Starcie zakończyło się remisem.
W trzeciej walce dla organizacji Prime Show MMA stoczył walkę w formule bokserskiej (w oktagonie i rękawicach do MMA). Jego przeciwnikiem podczas gali Prime 6: Premium był doświadczony pięściarz, Rafał Jackiewicz. Pojedynek odbył się na pełnym dystansie. Zwycięsko wyszedł z niego Szulakowski, który wygrał jednogłośną decyzją sędziów.
W grudniu 2023 roku ogłoszono, że Szulakowski dołączył do konkurencyjnej organizacji tzw. freak fightów, Clout MMA. W pierwszej walce dla nowego pracodawcy stoczył pięściarski pojedynek z bokserem olimpijskim Wojciechem Sobierajskim. Mimo pozycji faworyta uległ rywalowi jednogłośnie na kartach punktowych.
Drugą walkę grapplerską stoczył 10 maja 2024 w krakowskiej Hali Suche Stawy, podczas tzw. Co-Main Eventu (drugiej walce wieczoru) wydarzenia Silesian MMA 15. Jego rywalem został zapaśnik oraz zawodnik MMA, Sebastian Kotwica. Po 7 minutach starcia żaden z zawodników nie zdołał poddać swojego rywala, w związku z czym został ogłoszony remis.

## Osiągnięcia

### Mieszane sztuki walki
- Thunderstrike Fight League
  - 2015: Mistrz TFL w wadze lekkiej[10]

## Lista zawodowych walk MMA
| Wynik     | Bilans | Przeciwnik (bilans przed walką) | Rozstrzygnięcie                              | Runda | Czas | Rozgrywki                                 | Data       | Miejsce      | Uwagi                                                         |
| --------- | ------ | ------------------------------- | -------------------------------------------- | ----- | ---- | ----------------------------------------- | ---------- | ------------ | ------------------------------------------------------------- |
|           |        | TBA (?-?)                       |                                              |       |      | MMA Attack 6                              | 27.09.2025 | Opole        |                                                               |
| Wygrana   | 10-5   | Paweł Trybała (7-4)             | TKO (ciosy w parterze z krucyfiksu)          | 2     | 2:27 | Prime 5: Don Kasjo vs. Zadora             | 01.07.2023 | Wrocław      | Walka w wadze open.                                           |
| Przegrana | 9-5    | Norman Parke (29-7-1, 1 NC)     | Decyzja (jednogłośna)                        | 3     | 5:00 | Prime 2: Kosmos                           | 09.07.2022 | Gdynia       | Limit umowny -80 kg. Main Event                               |
| Przegrana | 9-4    | Szamil Musajew (11-0)           | KO (backfist)                                | 1     | 1:17 | KSW 52: Race                              | 07.12.2019 | Gliwice      |                                                               |
| Przegrana | 9-3    | Marian Ziółkowski (19-7)        | Decyzja (jednogłośna)                        | 3     | 5:00 | KSW 46: Narkun vs. Khalidov 2             | 01.12.2018 | Gliwice      |                                                               |
| Przegrana | 9-2    | Mateusz Gamrot (13-0)           | Poddanie (americana)                         | 4     | 4:15 | KSW 42: Khalidov vs. Narkun               | 03.03.2018 | Łódź         | Pojedynek o pas międzynarodowego mistrza KSW w wadze lekkiej. |
| Wygrana   | 9-1    | Kamil Szymuszowski (16-4)       | Poddanie (skrętówka)                         | 1     | 3:33 | KSW 41: Mańkowski vs. Soldić              | 23.12.2017 | Katowice     | Bonus za poddanie wieczoru.                                   |
| Wygrana   | 8-1    | Renato Gomes Gabriel (20-9)     | TKO (ciosy łokciami w parterze z krucyfiksu) | 3     | 4:19 | KSW 38: Live in Studio                    | 07.04.2017 | Sękocin Nowy |                                                               |
| Wygrana   | 7-1    | Bartłomiej Kurczewski (9-6)     | Decyzja (jednogłośna)                        | 3     | 5:00 | KSW 36: Trzy Korony                       | 01.10.2016 | Zielona Góra |                                                               |
| Wygrana   | 6-1    | Patryk Grudniewski (5-4)        | Poddanie (duszenie zza pleców)               | 2     | 3:38 | KSW 31: Materla vs. Drwal                 | 23.05.2015 | Gdańsk       | Debiut w KSW.                                                 |
| Wygrana   | 5-1    | Łukasz Bieniek (5-2)            | TKO (ciosy pięściami)                        | 1     | 4:36 | TFL 6 / PLMMA 46: Bieniek vs. Szulakowski | 24.01.2015 | Lublin       | Zdobył pas mistrzowski TFL w wadze lekkiej. Main Event        |
| Wygrana   | 4-1    | Tomasz Nebeling (4-0)           | Decyzja (jednogłośna)                        | 3     | 5:00 | TFL 4: Łęczna vs. Reszta Polski           | 17.05.2014 | Łęczna       |                                                               |
| Wygrana   | 3-1    | Patryk Grudniewski (2-3)        | Poddanie (duszenie zza pleców)               | 2     | 4:42 | FEN 1: Grudniewski vs. Szulakowski        | 16.11.2013 | Wrocław      | Main Event                                                    |
| Wygrana   | 2-1    | Marcin Ochtabiński (1-1)        | Poddanie (duszenie zza pleców)               | 1     | 2:45 | PLMMA 20: Extra                           | 14.09.2013 | Pruszków     | Debiut w PLMMA.                                               |
| Przegrana | 1-1    | Teemu Packalén (0-0)            | TKO (przerwanie przez lekarza-kontuzja)      | 1     | 5:00 | Stand Up War 3                            | 27.10.2012 | Tampere      |                                                               |
| Wygrana   | 1-0    | Krystian Bartczak (0-0)         | Poddanie (dźwignia prosta na staw łokciowy)  | 1     | 4:51 | VIP MMA Night 2                           | 15.05.2010 | Opole        | Debiut w zawodowym MMA.                                       |

## Lista walk w boksie w oktagonie
| Wynik     | Bilans | Przeciwnik (bilans przed walką) | Rozstrzygnięcie       | Runda | Czas | Rozgrywki                | Data       | Miejsce  | Uwagi                      |
| --------- | ------ | ------------------------------- | --------------------- | ----- | ---- | ------------------------ | ---------- | -------- | -------------------------- |
| Przegrana | 1-1    | Wojciech Sobierajski (2-0)      | Decyzja (jednogłośna) | 3/3   | 3:00 | Clout MMA 3: Santa Clout | 29.12.2023 | Warszawa | Walka w rękawicach do MMA. |
| Wygrana   | 1-0    | Rafał Jackiewicz (52-30-3)      | Decyzja (jednogłośna) | 3/3   | 3:00 | Prime 6: Premium         | 21.10.2023 | Toruń    | Walka w rękawicach do MMA. |